# Bażany
Bażany (deutsch Basan, auch Baasan) ist ein Ort in Polen in der Woiwodschaft Opole.

## Geographie

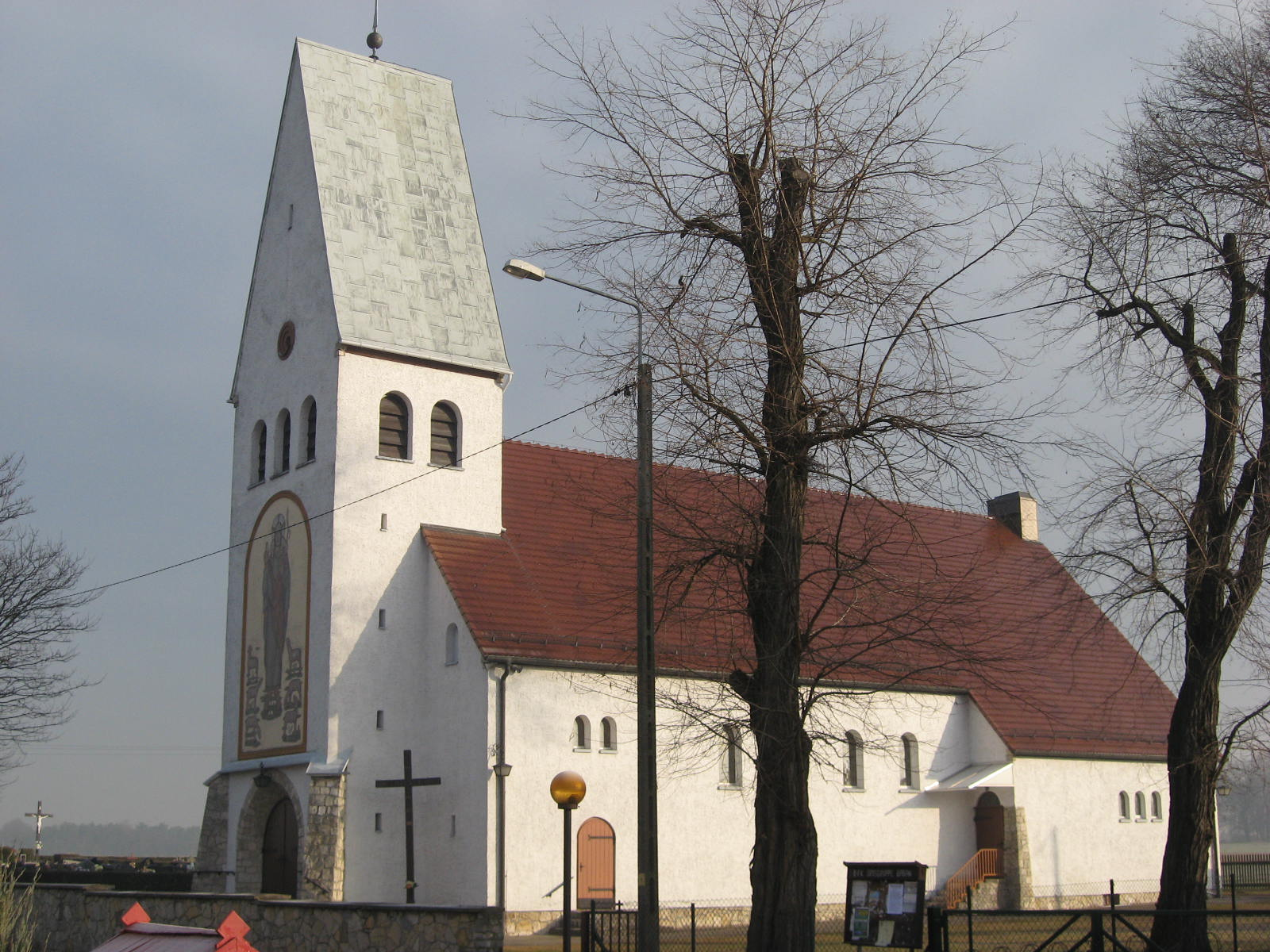
Christkönigskirche

Bażany liegt rund neun Kilometer südwestlich vom Gemeindesitz Kluczbork und etwa 42 Kilometer nordöstlich der Woiwodschaftshauptstadt Opole.
Südlich des Dorfes liegen weitläufige Kiefernwälder sowie das Naturschutzgebiet Rezerwat przyrody Bażany. Durch das Dorf fließt der Bach Borkówka.
Nachbarorte von Bażany sind im Nordwesten Borkowice (dt. Borkowitz), im Nordosten Kuniów (Kuhnau) und im Südosten Jaschine  (poln. Jasienie).

## Geschichte
1845 bestand das Dorf aus einer katholischen Schule, einem Vorwerk mit Schäferei und weiteren 41 Häusern. Im gleichen Jahr lebten in Basan 394 Menschen, davon 34 evangelisch. Ab 1874 gehört Basan zum Amtsbezirk Borkowitz.
1903 entstand ein neues Schulgebäude im Dorf 1925 lebten in Basan 735, 1933 wiederum 696 Menschen. Am 29. Juli 1936 erfolgte die Umbenennung des Dorfes Wacholdertal. Zum 1. April 1939 wurde Wacholdertal in die Landgemeinde Borkenwalde eingemeindet. Im gleichen Jahr wurde der Grundstein für den Bau der Christkönigskirche gelegt. 1942 wurde das Bauwerk fertiggestellt. Bis 1945 gehörte das Dorf zum Landkreis Rosenberg O.S.
Als Folge des Zweiten Weltkriegs fiel Wacholdertal 1945 wie der größte Teil Schlesiens an Polen. Nachfolgend wurde der Ort in Bażany umbenannt und der Woiwodschaft Schlesien angeschlossen. 1950 wurde es der Woiwodschaft Opole eingegliedert. 1999 kam der Ort zum neu gegründeten Powiat Kluczborski (Kreis Kreuzburg).

### Einwohnerentwicklung
Die Einwohnerzahlen von Bażany:
| Jahr | Einwohner |
| ---- | --------- |
| 1783 | 175       |
| 1830 | 246       |
| 1845 | 394       |
| 1863 | 434       |
| 1867 | 529       |
| 1902 | 732       |
| 1933 | 696       |
| 1947 | 696       |
| 2011 | 648       |

## Sehenswürdigkeiten
- römisch-katholische Christkönigskirche – zwischen 1939 und 1942 erbaut[5]